# Florida
Florida (phát âm tiếng Anh: /ˈflɒrɪdə/ ⓘ) là một tiểu bang ở đông nam bộ của Hợp chúng quốc Hoa Kỳ, giáp vịnh Mexico ở phía tây, giáp Alabama và Georgia ở phía bắc, giáp Đại Tây Dương ở phía đông, và ở phía nam là eo biển Florida. Florida là tiểu bang rộng lớn thứ 22, đông dân thứ 4, và có mật độ dân số đứng thứ 8 trong số 50 tiểu bang của Hoa Kỳ. Thủ phủ là Tallahassee, thành phố lớn nhất là Jacksonville, và vùng đô thị Miami là vùng đô thị lớn nhất.
Về mặt địa thế, phần lớn lãnh thổ Florida là một bán đảo nằm giữa vịnh Mexico, Đại Tây Dương, và eo biển Florida. Florida có đường bờ biển dài nhất trong số 48 bang liền kề của Hoa Kỳ, với xấp xỉ 1.350 dặm (2.170 km), và là tiểu bang duy nhất tiếp giáp vịnh Mexico lẫn Đại Tây Dương. Địa hình Florida không có núi non, đất đai trũng thấp không cao hơn mực nước biển là bao, cấu tạo bởi đất trầm tích. Khí hậu Florida gồm vùng cận nhiệt đới ở phía bắc; còn phía nam có khí hậu nhiệt đới. Muông thú trong vườn quốc gia Everglades có những loài tiêu biểu của Florida như cá sấu Mỹ, báo, lợn biển.
Năm 1513, nhà thám hiểm người Tây Ban Nha Juan Ponce de León trở thành người châu Âu đầu tiên tiếp xúc với lãnh thổ Florida ngày nay, ông đặt tên cho lãnh thổ này là La Florida ([la floˈɾiða] "đất nhiều hoa") khi đổ bộ lên bờ vào mùa Phục Sinh. Florida từ đó trở thành thách thức đối với các cường quốc thực dân châu Âu cho đến khi trở thành một bang của Hoa Kỳ vào năm 1845. Đây là một địa điểm chính trong các cuộc chiến tranh Seminole chống lại người da đỏ, và cách ly chủng tộc sau Nội chiến Mỹ. Ngày nay, Florida đáng chú ý với cộng đồng nói tiếng Tây Ban Nha lớn, tăng trưởng dân số cao, cũng như các mối quan tâm ngày càng tăng lên về môi trường. Kinh tế Florida dựa chủ yếu vào du lịch, nông nghiệp, và vận tải. Florida cũng được biết đến với các công viên giải trí, sản xuất cam, và Trung tâm vũ trụ Kennedy.
Văn hóa Florida phản ánh các ảnh hưởng và kế thừa đa dạng; có thể nhận thấy các di sản của người da đỏ, người Mỹ gốc Âu, người gốc Mỹ Latinh, và người Mỹ gốc Phi trên các công trình kiến trúc và ẩm thực.

## Lịch sử
Nghiên cứu khảo cổ học cho thấy rằng người da đỏ cổ là giống người đầu tiên cư trú tại Florida, có lẽ sớm nhất là từ 14 nghìn năm trước. Khu vực liên tục có người cư trú trong suốt thời kỳ cổ đại. Sau năm 500 TCN, văn hóa cổ xưa tương đối bất biến trước đó bắt đầu hợp lại thành các văn hóa bản địa đặc biệt. Đến khoảng thế kỷ 16, tức lần đầu tiên có ghi chép lịch sử về Flordia, các nhóm người da đỏ lớn là Apalachee (Florida Cán xoong), Timucua (bắc bộ và trung bộ Florida), Ais (trung bộ duyên hải Đại Tây Dương), Tocobaga (khu vực vịnh Tampa), Calusa (tây nam bộ Florida) và Tequesta (duyên hải đông nam bộ).
Florida là nơi đầu tiên tại Hoa Kỳ liền kề có người châu Âu đến. Conquistador người Tây Ban Nha Juan Ponce de León phát hiện bán đảo vào ngày 2 tháng 4 năm 1513. Theo biên niên sử của ông, ông đặt tên cho khu vực là La Florida ("đất nhiều hoa") vì khi đó là mùa Phục Sinh, trong tiếng Tây Ban Nha gọi là Pascua Florida, và do thực vật trong khu vực nở hoa. Loài ngựa bị cư dân bản địa dùng làm thực phẩm đến mức tuyệt chủng vào khoảng 10.000 năm trước, và đến năm 1538 những nhà thám hiểm người châu Âu lại đưa chúng đến Bắc Mỹ và đến Florida.
Trong thế kỷ sau đó, cả người Tây Ban Nha và người Pháp đều thiết lập các khu định cư tại Florida với mức độ thành công khác nhau. Năm 1559,Tristán de Luna y Arellano thiết lập một thuộc địa tại Pensacola ngày nay, đây là một trong những nỗ lực đầu tiên của người châu Âu nhằm định cư tại Hoa Kỳ lục địa. Những người Huguenot từ Pháp thành lập pháo đài Caroline tại Jacksonville ngày nay vào năm 1564. Diện tích của Florida thuộc Tây Ban Nha bị thu nhỏ do Anh thiết lập các thuộc địa ở phía bắc và Pháp thiết lập các thuộc địa ở phía tây. Người Anh làm suy yếu quyền lực của người Tây Ban Nha trong khu vực bằng cách cung cấp vũ khí cho các đồng minh Creek và Yamasee, thúc giục họ tấn công các bộ lạc đối tác của người Tây Ban Nha là Timucuan và Apalachee. Florida thu hút nhiều người da đen đến từ các thuộc địa phía nam của Anh tại Bắc Mỹ nhằm thoát khỏi thân phận nô lệ. Khi họ đến Florida, người Tây Ban Nha cải đạo cho họ sang Công giáo La Mã và ban cho họ quyền tự do.

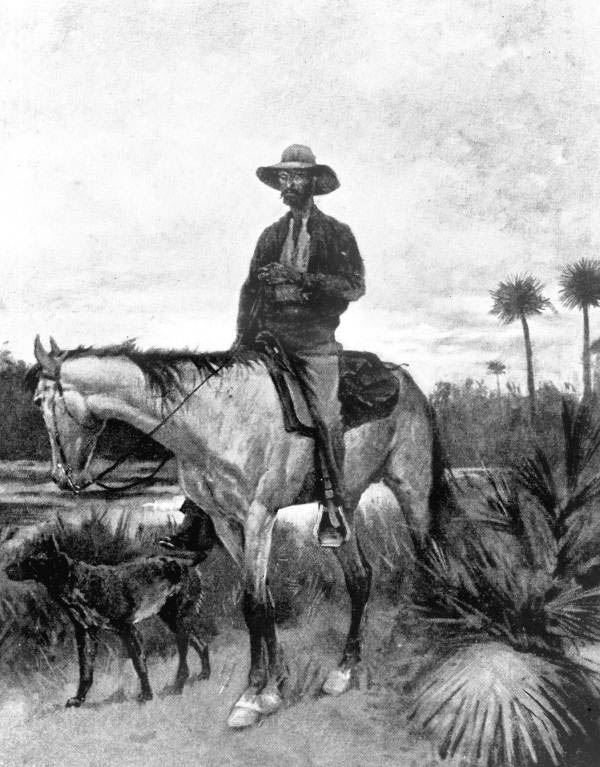
Một cao bồi da trắng thế kỷ 19.

Anh Quốc giành quyền kiểm soát Florida và các lãnh thổ khác bằng phương thức ngoại giao vào năm 1763 theo Hòa ước Paris trong Chiến tranh Bảy năm. Anh Quốc chia lãnh thổ họ mới thu được thành Đông Florida với thủ phủ tại St. Augustine, và Tây Florida với thủ phủ tại Pensacola. Anh Quốc cố gắng phát triển hai thuộc địa Florida thông qua nhập di dân để có thêm lao động, song dự án này cuối cùng thất bại. Tây Ban Nha nhận lại hai thuộc địa Florida sau khi Anh Quốc bị các 13 thuộc địa Bắc Mỹ đánh bại và theo Hòa ước Versailles năm 1783, và vẫn tiếp tục được phân thành Đông và Tây Florida. Tây Ban Nha cấp đất cho những ai đến định cư tại thuộc địa, và nhiều người Mỹ chuyển đến đây.
Sau khi những người định cư tấn công các đô thị của người da đỏ, người da đỏ Seminole tại Đông Florida bắt đầu tấn công các khu định cư tại Georgia, tuyên bố là theo mệnh lệnh của người Tây Ban Nha. Quân đội Hoa Kỳ dẫn đầu các cuộc xâm nhập ngày càng sâu vào lãnh thổ Tây Ban Nha, bao gồm chiến dịch chống người Seminole vào năm 1817-1818. Sau chiến tranh, Hoa Kỳ kiểm soát Đông Florida trên thực tế.
Năm 1819, theo các điều khoản của Hiệp định Adams-Onís, Tây Ban Nha nhượng Florida cho Hoa Kỳ để đổi lấy 5 triệu USD và Hoa Kỳ từ bỏ mọi tuyên bố chủ quyền tại Texas mà họ có thể từ Thương vụ Louisiana. Người da đen tự do và các nô lệ người da đỏ, người Seminole Đen, sống gần St. Augustine, chạy sang La Habana của Cuba để tránh phải chịu sự quản lý của Hoa Kỳ. Một số người Seminole cũng bỏ các khu định cư của họ và di chuyển xa hơn về phía nam. Hàng trăm người Seminole Đen và nô lệ bỏ trốn đã chạy thoát vào đầu thế kỷ 19 từ mũi Florida sang Bahamas, định cư trên đảo Andros.
Năm 1830, do Đạo luật người da đỏ Di dời được thông qua và do định cư tăng lên, chính phủ Hoa Kỳ chịu áp lực lớn hơn trong việc di dời người da đỏ khỏi các vùng đất của họ tại Florida. Để cản trở các địa chủ Georgia, người Seminole chứa chấp và tích hợp những người da đen chạy trốn, gọi là người Seminole da đen, và xung đột giữa người da trắng và người da đỏ tăng lên cùng với dòng người đến định cư. Năm 1832, chính phủ Hoa Kỳ ký kết Hiệp định Payne's Landing với một số tù trưởng người Seminole, hứa hẹn với họ về các vùng đất phía tây sông Mississippi nếu họ chấp thuận tự nguyện dời khỏi Florida. Khi đó, một số người Seminole dời đi, song một số còn lại vẫn chuẩn bị phòng phủ bảo vệ đất đai mà họ tuyên bố. Quân đội Hoa Kỳ đến vào năm 1835 và bắt người Seminole phải thi hành hiệp ước trước áp lực từ những người định cư da trắng. Chiến tranh Seminole lần thứ hai kết thúc khi Hoa Kỳ từ bỏ việc chiến đấu do chi phí quá lớn.
Ngày 3 tháng 3 năm 1845, Florida trở thành bang thứ 27 của Hoa Kỳ, là bang duy trì chế độ nô lệ, song ban đầu dân số tăng trưởng chậm. Những người định cư da trắng tiếp tục xâm phạm các vùng đất mà người Seminole đang sử dụng, và chính phủ Hoa Kỳ quyết định tiến hành nỗ lực khác nhằm chuyển những người Seminole còn lại về phía tây. Chiến tranh Seminole lần thứ ba kéo dài từ năm 1855 đến năm 1858, kết quả là di dời hầu hết những người Seminole còn lại. Song sau ba cuộc chiến, Hoa Kỳ vẫn thất bại trong việc buộc toàn bộ người da đỏ Seminole tại Florida dời về phía tây. Hàng trăm người Seminole vẫn ở lại và hậu duệ của họ vẫn sinh sống tại bang, hai bộ lạc tại Florida được công nhận ở cấp liên bang.
Những người định cư da trắng bắt đầu lập các đồn điền trồng bông tại Florida, do đây là lĩnh vực đòi hỏi nhiều lao động nên họ mua nô lệ trong thị trường nội địa.
Ngày 10 tháng 1 năm 1861, trước khi nổ ra Nội chiến Hoa Kỳ, Florida tuyên bố ly khai khỏi Liên bang; mười ngày sau, bang trở thành một thành viên sáng lập của Liên minh quốc châu Mỹ. Sau Nội chiến, ngày 25 tháng 6 năm 1868, Florida phục hồi đại diện trong quốc hội liên bang.

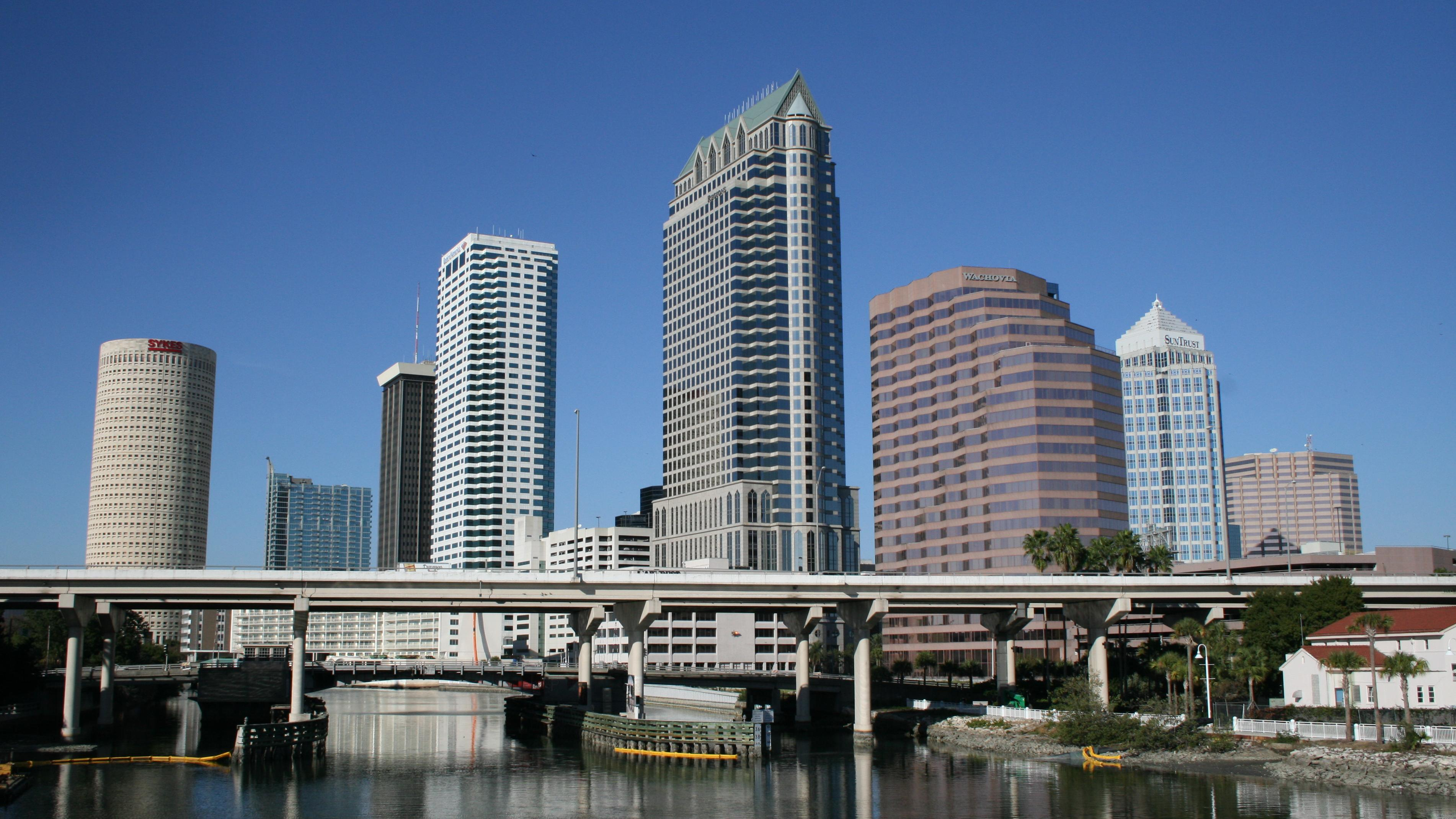
Trung tâm thành phố Tampa

Sau thời kỳ Tái thiết, các đảng viên Dân chủ giành được quyền lực trong quốc hội bang vào thập niên 1870. Năm 1885, họ tạo ra một hiến pháp mới, sau đó là các điều luật mà trên thực tế tước quyền bầu cử của hầu hết người da đen và nhiều người da trắng nghèo khổ trong vài năm sau đó, với các yêu cầu về thuế khoán, kiểm tra việc biết chữ, và đòi hỏi về cư trú. Việc tước quyền bầu cử đối với hầu hết người da đen trong bang kéo dài cho đến Phong trào dân quyền vào thập niên 1960.
Cho đến giữa thế kỷ 20, Florida vẫn là bang miền Nam ít dân nhất, với chỉ 528.542 người vào năm 1900, trong đó 44% là người Mỹ gốc Phi. Mọt bông tàn phá các vụ mùa bông, các tư hình và bạo lực sắc tộc vào đầu thế kỷ 20 dẫn đến một số lượng kỷ lục người Mỹ gốc Phi rời khỏi bang trong Đại di cư để đến các thành thị công nghiệp ở phía bắc và trung tây. Bốn mươi nghìn người da đen, chiếm khoảng 1/5 dân số của họ vào năm 1900, dời đi để tìm các cơ hội tốt hơn.
Về mặt lịch sử, kinh tế Florida dựa trên các nông sản như chăn nuôi gia súc, đường, cam, cà chua, dâu tây. Thịnh vượng kinh tế trong thập niên 1920 tại Hoa Kỳ thúc đẩy du lịch đến Florida và các phát triển liên quan về khách sạn và cộng đồng nghỉ dưỡng. Cuộc bùng nổ đất đai tại Florida trong thập niên 1920 khiến bất động sản phát triển mãnh liệt trong một giai đoạn ngắn. Florida bị tàn phá trong các trận bão năm 1926 và 1928, tiếp theo là thị trường chứng khoán sụp đổ và Đại suy thoái. Kinh tế Florida không phục hồi hoàn toàn cho đến khi Hoa Kỳ tiến hành tăng cường quân sự trong Chiến tranh thế giới thứ hai.
Khí hậu được điều hòa và mức phí sinh hoạt thấp khiến Florida trở thành một nơi cư trú lý tưởng. Di dân từ Rust Belt và đông bắc khiến dân số bang tăng mạnh sau chiến tranh. Trong các thập niên gần đây, có thêm nhiều di dân đến Florida để tìm việc làm trong nền kinh tế đang phát triển của bang.

## Địa lý

### Địa hình

Một bản đồ địa hình của Florida.

Phần lớn bang Florida nằm trên một bán đảo giữa vịnh Mexico, Đại Tây Dương và eo biển Florida. Florida trải dài trên hai múi giờ, duỗi thẳng về tây bắc tạo thành một cán xoong, dọc theo phía bắc của vịnh Mexico. Ở phía bắc, Florida giáp với các bang Georgia và Alabama, và ở cực tây, cũng là phần cuối của cán xoong, là Alabama. Florida lân cận với hai quốc gia Bahamas và Cuba. Florida là một trong các bang lớn nhất ở phía đông của sông Mississippi, và chỉ xếp sau Alaska và Michigan về diện tích nội thủy.
Đồi Britton là điểm cao nhất tại Florida với cao độ 345 foot (105 m), cao độ thấp nhất trong các điểm cao nhất bang tại Hoa Kỳ. Phần lớn diện tích nằm ở phía nam của Orlando thấp và bằng phẳng; phần lớn Florida có cao độ dưới 12 foot (4 m), bao gồm nhiều khu vực dân cư như Miami. Miami và những nơi khác tại nam Florida là những khu vực dễ bị tổn thương nhất trên thế giới do mực nước biển dâng có liên hệ với sự ấm lên toàn cầu.
Tuy nhiên, tại một số nơi như Clearwater có các cảnh quan cao 50 đến 100 ft (15 đến 30 m) so với mực nước biển. Phần lớn Trung và Bắc Florida, đặc biệt là những nơi cách đường bờ biển 25 mi (40 km) hoặc hơn, có các đồi lượn sóng với cao độ biến đổi từ 100 đến 250 ft (30 đến 76 m). Điểm cao nhất trên bán đảo Florida (đông và nam sông Suwanee) là núi Sugarloaf với một đỉnh cao 312 foot (95 m) tại quận Lake.

### Khí hậu
Khí hậu tại Florida được điều hòa phần nào vì mọi nơi tại bang đều năm không quá xa biển. Ở phía bắc hồ Okeechobee, kiểu khí hậu thường thấy là cận nhiệt đới ẩm (Köppen: Cfa), trong khi các khu vực duyên hải ở phía nam của hồ có khí hậu nhiệt đới (Köppen: Aw). Nhiệt độ tối cao trung bình vào cuối tháng 7 là khoảng 90 °F (32–34 °C). Nhiệt độ tối thấp trung bình từ đầu đến giữa tháng 1 dao động từ khoảng 40 °F (4–7 °C) tại bắc bộ Florida đến trên 60 °F (16 °C) từ Miami về phía nam. Với nhiệt độ trung bình ngày là 70,7 °F (21,5 °C), Florida là bang ấm nhất tại Hoa Kỳ.
Biệt danh của Florida là "bang ánh nắng", song thời tiết khắc nghiệt là điều diễn ra phổ biến trong bang. Trung Florida được gọi là thủ đô tia sét của Hoa Kỳ do là nơi bị sét đánh nhiều nhất quốc gia.
 Florida nằm trong số các bang có lượng mưa bình quân cao nhất, phần lớn là do dông vào buổi chiều là hiện tượng phổ biến, chúng diễn ra tại bang từ cuối mùa xuân đến đầu mùa thu. Một phần nhỏ ở phía đông của Florida, gồm có Orlando và Jacksonville, có số giờ nắng hàng năm từ 2.400 đến 2.800. Phần còn lại của bang, gồm có Miami, nhận được từ 2.800 đến 3.200 giờ nắng mỗi năm.
Xoáy thuận nhiệt đới là một mối đe dọa nghiêm trọng trong mùa bão, vốn kéo dài từ tháng 6 đến hết tháng 11, song một số cơn bão xuất hiện ngoài mùa này. Florida là bang chịu nhiều bão nhất, với vùng nước cận nhiệt đới và nhiệt đới và một đường bờ biển dài. Từ năm 1851 đến năm 2006, Florida bị 114 cơn bão tấn công, 37 trong số đó ở cấp 3 hoặc lớn hơn theo thang bão tại Hoa Kỳ.

## Môi trường và tài nguyên
Florida có tiêu thụ năng lượng bình quân ở mức thấp. Có ước tính rằng khoảng 4% năng lượng của bang được phát từ các nguồn tài nguyên tái tạo. Sản xuất năng lượng của Florida chiếm 6% tổng sản phẩm năng lượng quốc gia, trong khi sản sinh các chất gây ô nhiễm ở mức thấp hơn, với 5.6% đối với nitơ oxide, 5,1% với các bon dioxide, và 3,5% đối với sunphua dioxide. Các nguồn tài nguyên dầu khí quan trọng được cho là nằm ngoài khơi bờ biển phía tây của Florida trong vịnh Mexico, song khu vực này đóng cửa đối với thăm dò kể từ năm 1981.

## Nhân khẩu
Cục Thống kê Hoa Kỳ ước tính dân số Florida vào ngày 1 tháng 7 năm 2013 là 19.552.860, tăng 4,0% kể từ cuộc điều tra nhân khẩu Hoa Kỳ năm 2010. Dân số Florida trong cuộc điều tra nhân khẩu năm 2010 là 18.801.310. Năm 2010, trung tâm dân số của Florida nằm giữa Fort Meade và Frostproof. Trung tâm dân số dời ít hơn 5 dặm về phía đông và xấp xỉ 1 dặm về phía bắc từ năm 1980 đến 2010 và nằm trong quận Polk kể từ điều tra nhân khẩu năm 1960. Khoảng hai phần ba dân số Florida sinh ra tại bang khác, đây là tỷ lệ cao thứ hai tại Hoa Kỳ.
Năm 2010, di dân bất hợp pháp chiếm khoảng 5,7% dân số Florida, đây là tỷ lệ cao thứ sáu tại Hoa Kỳ. Có khoảng 675.000 di dân bất hợp pháp tại bang trong năm 2010. Năm 2008, có 186.102 người hưu trí từng là nhân viên quân sự tại bang. Một thăm dò của Gallup vào năm 2013 cho thấy 47% cư dân Florida chấp thuận rằng bang nhà là bang tốt nhất để sống.
Theo điều tra nhân khẩu Hoa Kỳ năm 2010, Florida có thành phần dân tộc:
- 75,0% người Mỹ da trắng (57,9% người da trắng phi Mỹ Latinh và Iberia, 17,1% người Mỹ Latinh và Iberia da trắng)
- 16,0% người da đen hay người Mỹ gốc Phi
- 0,4% người da đỏ và thổ dân Alaska
- 2,4% người Mỹ gốc Á
- 0,1% thổ dân Hawaii và dân đảo Thái Bình Dương khác
- 3,6% từ một vài sắc tộc khác
- 2,5% người Mỹ đa chủng

Trong cùng năm, người gốc Mỹ Latinh và Iberia chiếm 22,5% dân số.
| Chủng tộc thành phần                               | 1990  | 2000  | 2010  |
| -------------------------------------------------- | ----- | ----- | ----- |
| Người da trắng (gồm Hispanic da trắng)             | 83,1% | 78,0% | 75,0% |
| Người da đen                                       | 13,6% | 14,6% | 16,0% |
| Người châu Á                                       | 1,2%  | 1,7%  | 2,4%  |
| Thổ dân                                            | 0,3%  | 0,3%  | 0,4%  |
| Thổ dân Hawaii và dân các đảo Thái Bình Dương khác | -     | 0,1%  | 0,1%  |
| Chủng tộc khác                                     | 1,8%  | 3,0%  | 3,6%  |
| Đa chủng                                           | -     | 2,3%  | 2,5%  |

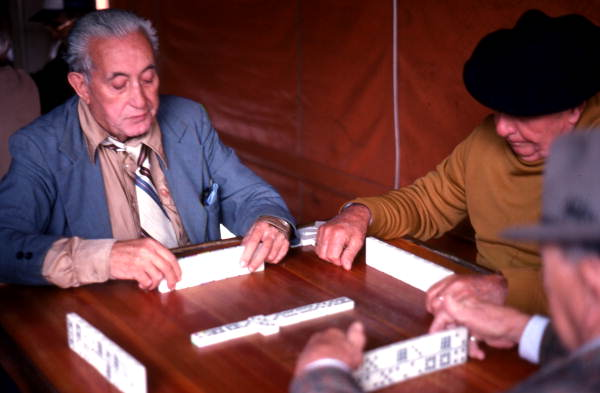
Nam giới gốc Cuba chơi dominos tại Little Havana ở Miami. Năm 2000, 5,2% người Florida là người Mỹ gốc Cuba. Tại Miami, người Cuba chiếm 34% dân số thành phố.

Các nguồn gốc được thuật lại lớn nhất trong cuộc điều tra nhân khẩu năm 2000 là người Đức (11,8%), người Ireland (10,3%), người Anh (9,2%), người Mỹ (8%), người Ý (6,3%), người Cuba (5,2%), người Puerto Rico (3,0%), người Pháp (2,8%), người Ba Lan (2,7%) và người Scotland (1,8%). Trong cuộc điều tra này, 1.278.586 người tại Florida tự xác định có tổ tiên "người Mỹ"; hầu hết những người này có nguồn gốc người Anh, một số có nguồn gốc Scotland-Ireland; tuy nhiên gia đình họ sống tại Hoa Kỳ từ rất lâu, có trường hợp là từ thời kỳ thuộc địa, do vậy họ chọn tự xác định đơn giản là có tổ tiên "người Mỹ" hoặc không biết rõ về tổ tiên họ. Trong điều tra nhân khẩu Hoa Kỳ năm 1980, nhóm dân tộc lớn nhất ghi nhận tại Florida là người Anh với 2.232.514 người Florida tuyên bố rằng họ là người Anh hoặc hầu hết tổ tiên là người Anh.
Trước Nội chiến Mỹ, khi chế độ nô lệ còn hợp pháp, và trong thời kỳ Tái thiết sau đó, người da đen chiếm gần một nửa dân số của bang. Thành phần của họ suy giảm trong thế kỷ sau đó, do nhiều người da đen tại Florida chuyển đến phía bắc trong Đại di cư, trong khi có một lượng lớn người da trắng chuyển đến bang từ phía bắc. Vào năm 1970, người da trắng phi Hispanic chiếm gần 80% dân số của Florida. Gần đây, thành phần cư dân de đen tại Florida lại tăng lên, hiện những nơi tập trung đông người da đen là bắc bộ Florida, vùng vịnh Tampa, khu vực Orlando. Người gốc Mỹ Latinh và Iberia (Hispanic) tại Floria gồm có các cộng đồng lớn của người Mỹ gốc Cuba tại Miami và Tampa, của người Puerto Rico tại Orlando và Tampa, và của các công nhân di cư người Trung Mỹ tại nội địa Tây-Trung và Nam Florida. Cộng đồng Hispanic tiếp tục phát triển đông hơn và lưu động hơn. Năm 2011, 57% trẻ em Florida dưới 1 tuổi thuộc các nhóm dân thiểu số.
Năm 2012, 75% dân cư Florida sống cách bờ biển dưới 10 dặm (16 km).
| Các thành thị lớn nhất tại Florida theo dân số | Các thành thị lớn nhất tại Florida theo dân số | Các thành thị lớn nhất tại Florida theo dân số | Các thành thị lớn nhất tại Florida theo dân số | Các thành thị lớn nhất tại Florida theo dân số | Các thành thị lớn nhất tại Florida theo dân số | Các thành thị lớn nhất tại Florida theo dân số |
| Hạng                                           | Thành thị                                      | Năm hợp nhất                                   | Khu vực vùng đô thị                            | Dân số (ước tính 2012.)                        | Mật độ dân số (người/mi2) (2010)               | Diện tích đất (mi2)                            |
| ---------------------------------------------- | ---------------------------------------------- | ---------------------------------------------- | ---------------------------------------------- | ---------------------------------------------- | ---------------------------------------------- | ---------------------------------------------- |
| 1                                              | Jacksonville                                   | 1832                                           | Jacksonville                                   | 836,507                                        | 1,062                                          | 747,0                                          |
| 2                                              | Miami                                          | 1896                                           | Miami                                          | 413,892                                        | 12,140                                         | 35,9                                           |
| 3                                              | Tampa                                          | 1855                                           | Tampa Bay                                      | 347,645                                        | 2,970                                          | 113,4                                          |
| 4                                              | Orlando                                        | 1885                                           | Orlando                                        | 249,562                                        | 2,327                                          | 102,4                                          |
| 5                                              | Saint Petersburg                               | 1903                                           | Tampa Bay                                      | 246,541                                        | 3,967                                          | 61,7                                           |
| 6                                              | Hialeah                                        | 1925                                           | Miami                                          | 231,941                                        | 11,701                                         | 21,5                                           |
| 7                                              | Tallahassee                                    | 1825                                           | Tallahassee                                    | 186,971                                        | 1,809                                          | 100,2                                          |
| 8                                              | Fort Lauderdale                                | 1911                                           | Miami                                          | 170,747                                        | 5,222                                          | 34,8                                           |
| 9                                              | Port Saint Lucie                               | 1961                                           | Port Saint Lucie                               | 168,716                                        | 2,056                                          | 114,0                                          |
| 10                                             | Cape Coral                                     | 1970                                           | Cape Coral-Fort Myers                          | 161,248                                        | 1,460                                          | 105,7                                          |

| Vùng đô thị lớn nhất tại Florida | Vùng đô thị lớn nhất tại Florida | Vùng đô thị lớn nhất tại Florida |
| Hạng                             | Vùng đô thị                      | Dân số                           |
| -------------------------------- | -------------------------------- | -------------------------------- |
| 1                                | Miami                            | 5.564.635                        |
| 2                                | Tampa Bay                        | 2.783.243                        |
| 3                                | Orlando                          | 2.134.411                        |
| 4                                | Jacksonville                     | 1.345.596                        |
| 5                                | North Port–Bradenton             | 702.281                          |

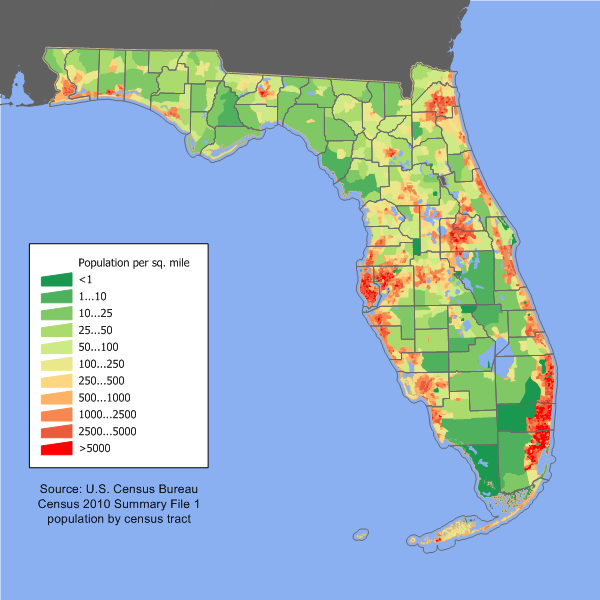
Mật độ dân số của Florida

Do có số lượng lớn người nhập cư và công dân Hoa Kỳ chuyển đến Florida từ toàn quốc (đặc biệt là từ đông bắc), có nhiều phương ngôn của tiếng Anh được nói tại Florida. Có thể nghe thấy phương ngữ khu vực thành phố New York và nhiều loại tiếng Anh New England dọc theo vùng bờ biển Đại Tây Dương, đặc biệt la dọc theo Gold Coast và Nam Florida. Vùng bờ biển phía tây dọc theo vịnh Mexico có nhiều người nói tiếng Anh Mỹ nội địa đông bắc hơn, họ có nguồn gốc từ Trung Tây và Đại Hồ và chuyển đến Tây Nam Florida hay vịnh Tampa Bay. Trung Florida có xu hướng hiện diện tất cả các phương ngôn chiếm ưu thế.
Giọng Miami có xu hướng được nói bởi những người sinh ra và/hoặc lớn lên tại hoặc quanh quận Miami-Dade và một vài nơi khác tại Nam Florida, không phân biệt bối cảnh chủng tộc hay dân tộc, song nổi bật hơn trong cộng đồng người Hispanic. Tại Trung Florida và vùng vịnh Tampa, tiếng Anh Latinh New York có thể phổ biến hơn với các thế hệ người Puerto Rico tại Hoa Kỳ, người Mỹ gốc Dominica, người Mỹ gốc Colombia, và những người Mỹ gốc Hispanic khác tiếp tục chuyển khỏi vùng đô thị New York với số lượng lớn.
| Ngôn ngữ                        | Tỷ lệ dân số (năm 2010) |
| ------------------------------- | ----------------------- |
| Tây Ban Nha                     | 19,54%                  |
| Pháp bồi                        | 1,84%                   |
| Pháp                            | 0,60%                   |
| Bồ Đào Nha                      | 0,50%                   |
| Đức                             | 0.,42%                  |
| Tagalog, Việt, và Ý (đồng hạng) | 0.31%                   |
| Ả Rập                           | 0,22%                   |
| Hoa                             | 0,20%                   |
| Nga                             | 0,18%                   |
| Ba Lan                          | 0,14%                   |

Năm 2010, 73,36% cư dân Florida 5 tuổi hoặc lớn hơn nói tiếng Anh tại nhà như ngôn ngữ chính, trong khi 19,54% nói tiếng Tây Ban Nha, 1,84% nói tiếng Pháp bồi (hầu như toàn bộ là tiếng Haiti bồi), 0,60% nói tiếng Pháp, và tiếng Bồ Đào Nha được 0,50% dân số nói. Tổng cộng, 26,64% dân số Florida 5 tuổi hoặc lớn hơn có ngôn ngữ mẹ đẻ không phải là tiếng Anh.
Năm 2010, ba giáo phái chi phối tại Florida là Giáo hội Công giáo Rôma, Hội Báp-tít phương Nam, và Giám hội Giám Lý Thống nhất. Tại Florida có một cộng đồng Do Thái đáng kể, tập trung chủ yếu tại nam Florida; đây là cộng đồng Do Thái lớn nhất tại miền Nam Hoa Kỳ và lớn thứ ba toàn quốc sau New York và California. Tín đồ các tôn giáo hiện nay tại Florida gồm Tin Lành với 48%, Công giáo La Mã với 26%, Do Thái với 3%, Nhân Chứng Giê-hô-va với 1%, Hồi giáo với 1%, Chính Thống giáo với 1%, Phật giáo với 0,5% và Ấn Độ giáo với 0,5%. Người vô thần, thần luận tự nhiên và không tôn giáo khác chiếm 16% dân số của Florida.

## Quản trị

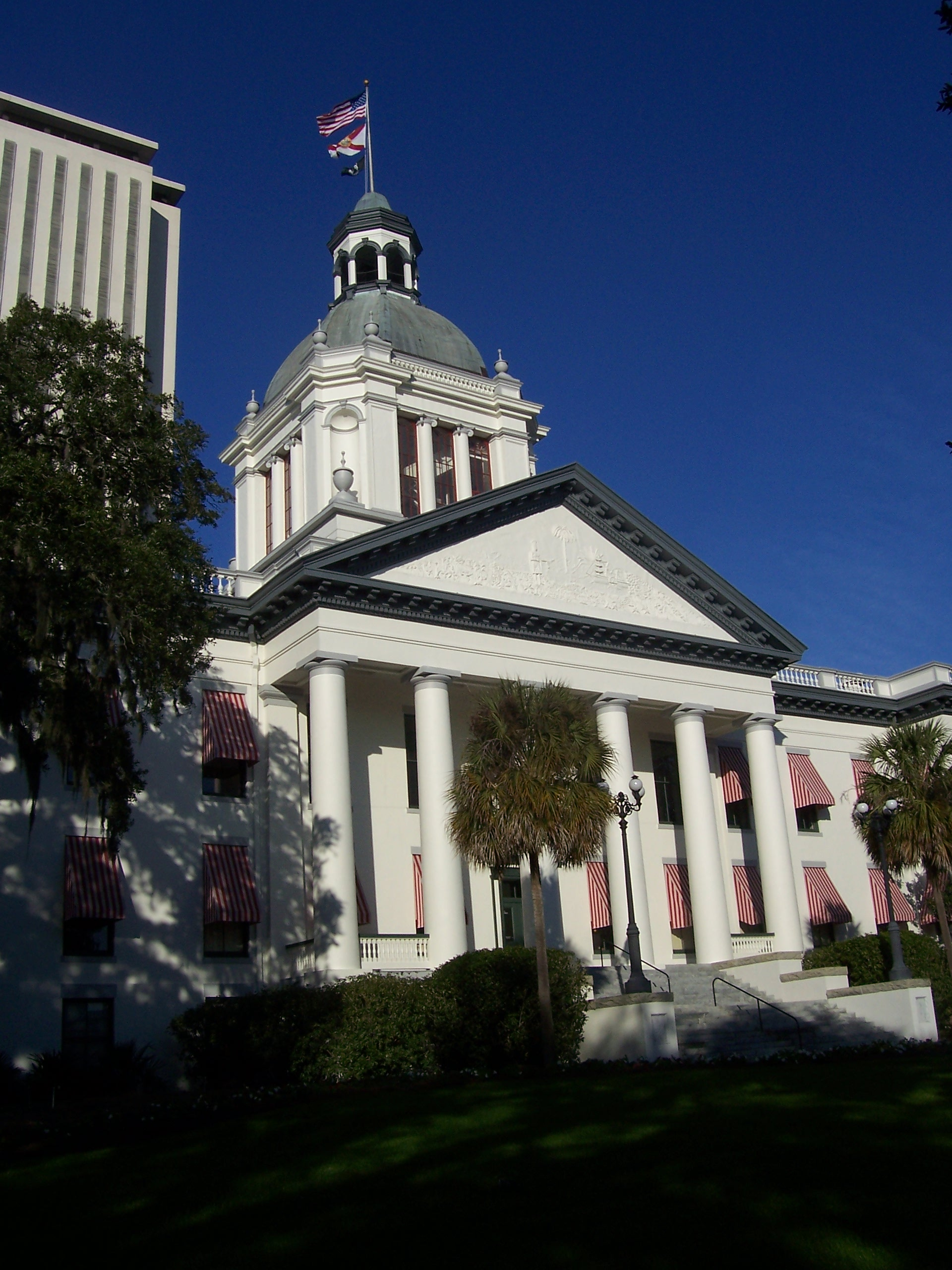
Tòa nhà Florida Capitol

Cấu trúc, nhiệm vụ, chức năng và hoạt động cơ bản của chính phủ bang Florida được xác định thông qua Hiến pháp Florida, văn kiện này thiết lập các luật cơ bản của bang và đảm bảo nhiều quyền lợi và tự do khác nhau của nhân dân. Chính phủ bang gồm ba nhánh riêng biệt là tư pháp, hành pháp, và lập pháp. Các dự luật do Cơ quan lập pháp Florida ban hành sẽ trở thành luật khi được thống đốc ký.
Cơ quan lập pháp Florida gồm có Tham nghị viện tức Thượng viện Florida với 40 thành viên, và Chúng nghị viện tức Hạ viện Flordia với 120 thành viên. Tòa án Tối cao Florida gồm một chánh án và sáu thẩm phán.
Florida gồm có 67 quận, một số tài liệu chỉ ghi 66 do Duval County được đồng nhất với Thành phố Jacksonville. Florida có 379 thành phố (trong tổng số 411) báo cáo thường xuyên đến Bộ Thuế Florida, song nhiều khu tự quản hợp nhất khác không thực hiện. Nguồn thu chính của chính phủ bang là thuế tiêu thụ, nguồn thu chính của các thành phố và quận là thuế tài sản.
Mặc dù hầu hết cử tri đăng ký theo Đảng Dân chủ, song từ năm 1952 thì bang bỏ phiếu cho các ứng cử viên tổng thống của Đảng Cộng hòa ngoại trừ vào năm 1964, 1976, 1996, 2008 và 2012. 2008 đánh dấu lần đầu tiên kể từ thời Franklin D. Roosevelt mà Florida bỏ phiếu cho một ứng cử viên Dân chủ miền Bắc. Đại biểu quốc hội đầu tiên thuộc Đảng Cộng hòa tại Florida thời hậu Thái thiết đắc cử vào năm 1954. Thượng nghị sĩ Cộng hòa đầu tiên đắc cử thời hậu Tái thiết là vào năm 1968, hai năm sau khi thống đốc Cộng hòa đầu tiên thời hậu Tái thiết đắc cử.
Năm 1972, Florida thực hiện bảo hộ thiệt hại cá nhân bảo hiểm ô tô bắt buộc đối với các lái xe, trở thành bang thứ nhì trong toàn quốc ban hành một luật bảo hiểm không kể bên có lỗi. Việc dễ dàng được nhận tiền theo luật này được cho là dẫn đến gia tăng gian lận bảo hiểm.
Florida được xếp hạng bang nguy hiểm thứ năm vào năm 2009, xếp hạng này dựa trên báo cáo các tội ác nghiêm trọng trong năm 2008.
Florida xếp hạng sáu về lừa đảo vào năm 2010. Bang xếp hạng nhất về lừa đảo thế chấp vào năm 2009.
Năm 2009, 44% tai nạn trên xa lộ liên quan đến đồ uống có cồn. Florida là một trong bảy bang cấm mang súng ngắn công khai (tức không để người khác trông thấy), luật này được ban hành vào năm 1987.

## Kinh tế

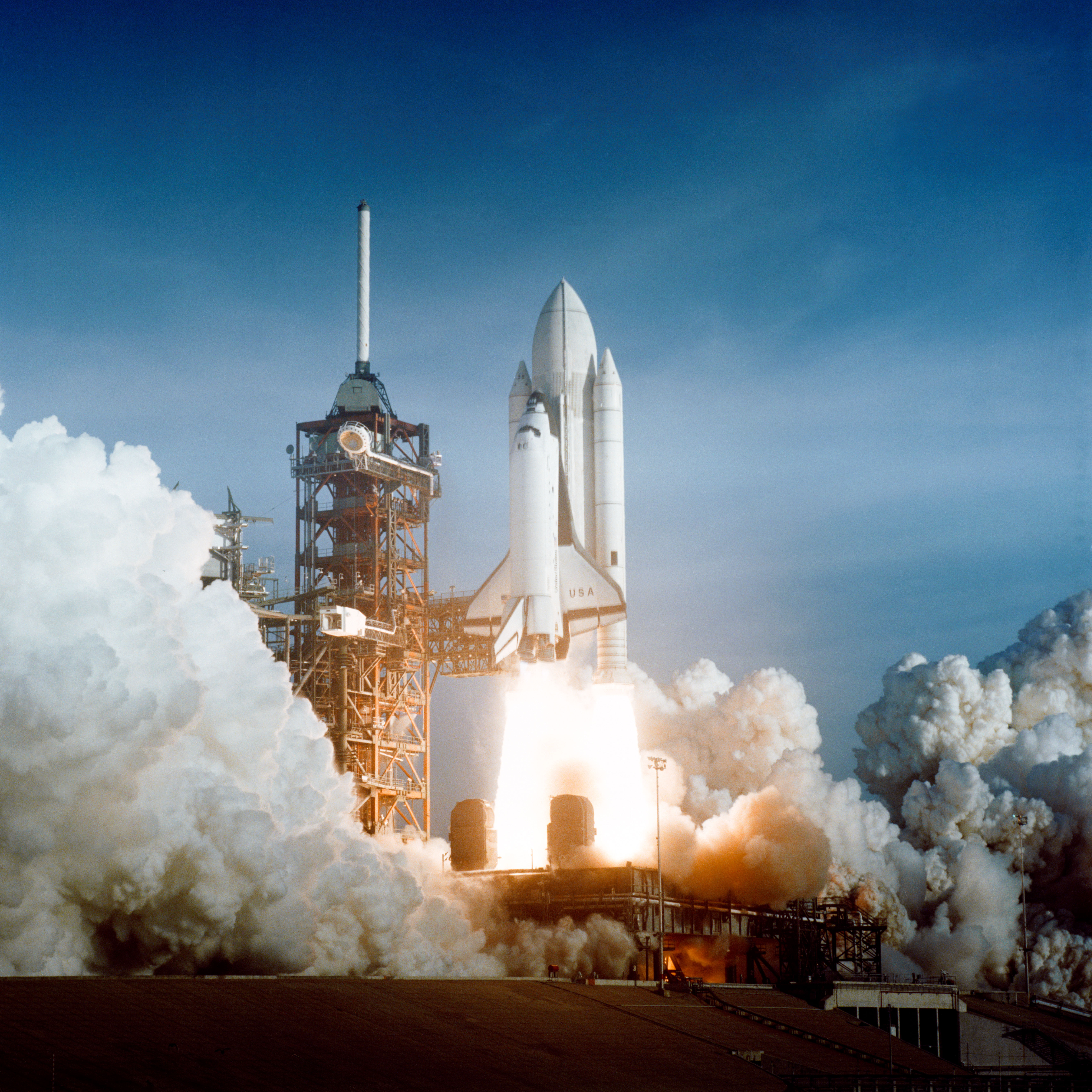
Phóng từ Trung tâm vũ trụ Kennedy

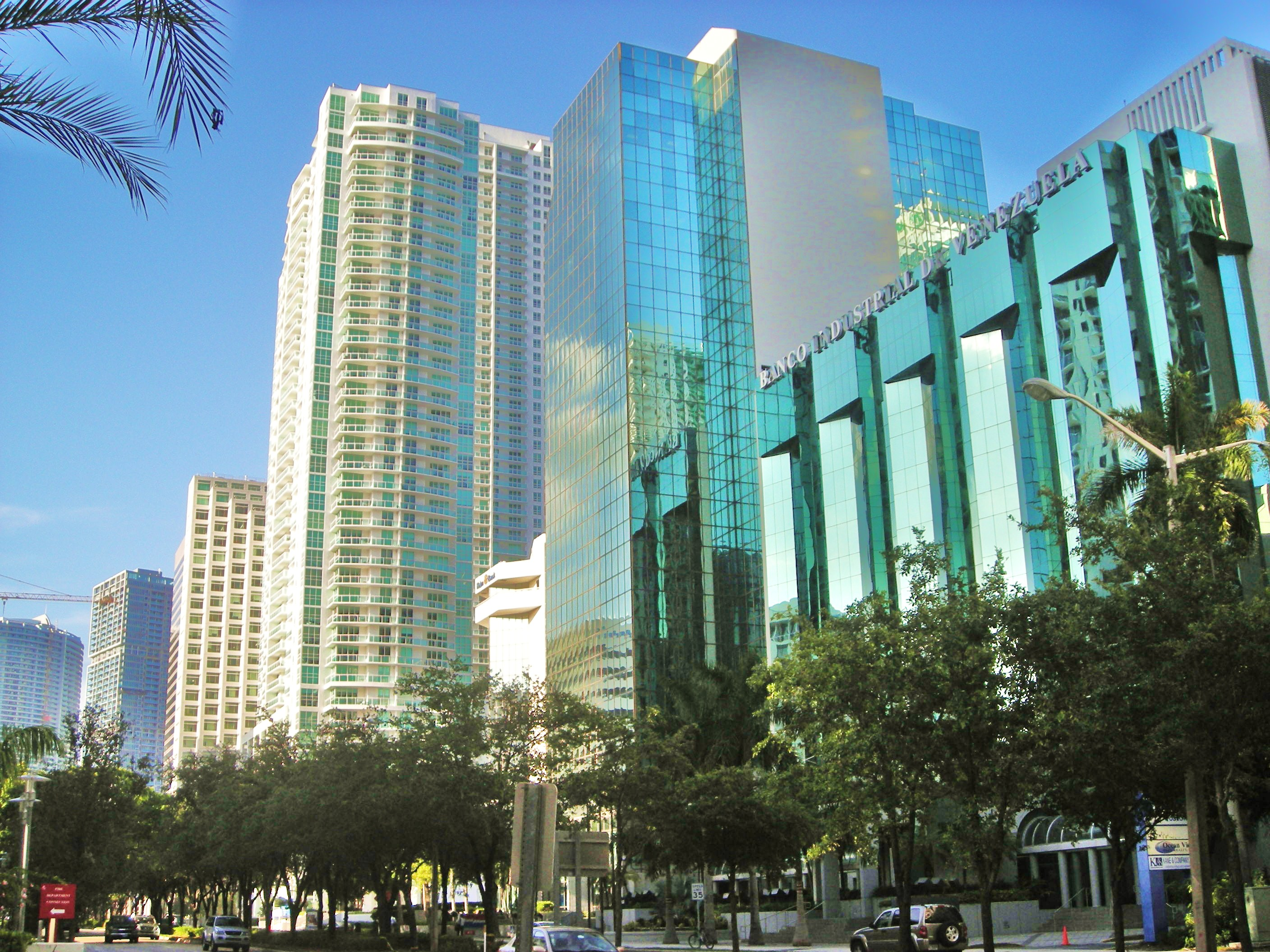
Khu Tài chính Brickell tại Miami là nơi tập trung nhất các ngân hàng quốc tế tại Hoa Kỳ.

Trong thế kỷ 20, du lịch, công nghiệp, xây dựng, ngân hàng quốc tế, y sinh học và khoa học sinh mệnh, nghiên cứu y tế, đào tạo mô phỏng, không gian và phòng thủ, và du hành không gian thương mại đóng góp cho sự phát triển kinh tế của bang.
Tổng sản phẩm nội địa (GDP) của Florida trong năm 2010 là $748 tỷ. GDP của bang cao thứ tư tại Hoa Kỳ. Năm 2010, Florida trở thành bang xuất khẩu hàng hóa thương mại lớn thứ tư. Đóng góp chính cho tổng sản phẩm của bang trong năm 2007 là dịch vụ tổng hợp, dịch vụ tài chính, mậu dịch, giao thông vận tải và tiện ích công cộng, chế tạo và xây dựng. Trong năm 2010–11, ngân sách của bang là $70,5 tỷ, từng đạt đến $73,8 tỷ trong năm 2006–07. Chief Executive Magazine cho rằng Florida là bang tốt thứ ba để kinh doanh vào năm 2011.
Kinh tế được thúc đẩy hầu như hoàn toàn nhờ 19 khu vực đô thị trong bang, vào năm 2004 chúng chiếm tổng cộng 95,7% tổng sản phẩm nội địa của bang.
Năm 2011, thu nhập bình quân đầu người của Florida là $39.563, xếp thứ 27 toàn quốc. Trong tháng 2 năm 2011, tỷ lệ thất nghiệp của bang là 11,5%. Florida là một trong bảy bang không áp đặt thuế thu nhập cá nhân.
Hiến pháp Florida thiết lập một mức lương tối thiểu cấp bang, nó được điều chỉnh theo lạm phát thường niên. Tính đến 1 tháng 1 năm 2012, mức lương tối thiểu của Florida là $4,65 đối với vị trí "được tip"', và $7,67 cho vị trí "không được tip"- cao hơn mức của liên bang là $7,25.
Florida có 4 thành phố trong 25 thành phố đứng đầu toàn quốc về nợ thẻ tín dụng (2011). Bang cũng có tỷ lệ nợ quá hạn thẻ tín dụng cao thứ hai.
Có 2,4 triệu người Florida sống trong nghèo khổ vào năm 2008. 18,4% trẻ 18 tuổi và nhỏ hơn sống trong nghèo khổ. Miami là thành phố lớn nghèo thứ sáu tại Hoa Kỳ (2010). Năm 2010, trên 2,5 triệu người Florida dựa vào tem thực phẩm, tăng từ 1,2 triệu vào năm 2007. Để đủ điều kiện, người Florida cần có thu nhập ít hơn 133% mức nghèo liên bang, tức là dưới $29.000 cho một gia đình bốn người.
Đầu thế kỷ 20, các nhà đầu cơ đất chú ý đến Florida, và các doanh nhân như Henry Plant và Henry Flagler phát triển các hệ thống đường sắt, điều này khiến dân chúng chuyển đến do hấp dẫn từ khí hậu và kinh tế địa phương. Từ đó trở đi, du lịch bùng nổ, thúc đẩy một chu kỳ chôn vùi một phần lớn đất nông nghiệp.
Bùng nổ xây dựng đầu thế kỷ 21 để lại cho Florida 300.000 nhà trống vào năm 2009, theo số liệu của bang. Năm 2009, Cục điều tra nhân khẩu Hoa Kỳ ước tính rằng người Florida dành trung bình 49,1% thu nhập cá nhân cho các phí tổn liên quan đến nhà ở, một tỷ lệ cao thứ ba toàn quốc.
Du lịch là lĩnh vực lớn nhất trong kinh tế Florida. Thời tiết ấm, ánh nắng mặt trời và hàng trăm dặm bãi biển thu hút khoảng 60 triệu du khách đến bang mỗi năm. Florida là địa điểm đứng đầu trong năm 2011. 
Nhiều đô thị bãi biển là các địa điểm du lịch phổ biến, đặc biệt là trong mùa đông và nghỉ xuân. 23 triệu du khách đến các bãi biển của Florida vào năm 2000, chi tiêu $22 tỷ. Công chúng có quyền tiếp cận bãi biển theo thuyết tín thác công cộng, song một số khu vực thực tế có thể bị chủ sở hữu tư nhân ngăn tiếp cận trong một khoảng cách dài.
Nông nghiệp là ngành kinh tế lớn thứ hai tại Florida. Các loại quả thuộc chi Cam chanh, đặc biệt là cam, là một phần quan trọng trong kinh tế, và Florida sản xuất phần lớn các loại quả thuộc chi Cam chanh trồng tại Hoa Kỳ. Năm 2006, 67% quả thuộc chi Cam chanh, 75% quả cam, 58% quả quýt, và 54% quả bưởi chùm được trồng tại Florida. Khoảng 95% số cam thương mại sản xuất trong bang là dành cho chế biến (hầu hết là nước cam ép, đồ uống chính thức của bang). Các nông sản khác gồm có mía, dâu tây, cà chua và cần tây. Bang đứng đầu Hoa Kỳ về sản xuất ngô ngọt và đậu cô ve.
Năm 2009, giá trị ngư nghiệp tại Florida là $6 tỷ, tạo 60.000 việc làm cho các mục đích thể thao và thương mại.
Khai mỏ Phosphat tập trung tại Thung lũng Bone, đây là ngành kinh tế lớn thứ ba tại Florida. Bang sản xuất khoảng 74% nhu cầu phosphat của các nông dân tại Hoa Kỳ và chiếm 25% nguồn cung thế giới, với khoảng 95% sử dụng cho nông nghiệp.
Từ khi NASA cho lập các địa điểm phóng Merritt Island trên mũi Canaveral (nổi tiếng nhất là Trung tâm vũ trụ Kennedy) vào năm 1962, Florida phát triển một ngành công nghiệp không gian đáng kể.
Lĩnh vực kinh tế chính khác tại Florida là quân sự, có 24 căn cứ quân sự trong bang, Bộ Tư lệnh Trung ương Hoa Kỳ nằm tại Tampa, Bộ Tư lệnh miền Nam Hoa Kỳ nằm tại Doral, và Bộ Tư lệnh các hoạt động đặc biệt Hoa Kỳ nằm tại Tampa. Có khoảng 100 nghìn nhân viên quân sự Hoa Kỳ đóng tại Florida, đóng góp trực tiếp và gián tiếp $52 tỷ mỗi năm cho kinh tế bang.

## Địa phương kết nghĩa
| Địa phương           | Quốc gia  | Năm  |
| -------------------- | --------- | ---- |
| Languedoc-Roussillon | Pháp      | 1989 |
| Wakayama             | Nhật Bản  | 1995 |
| Tây Cape             | Nam Phi   | 1995 |
| Nueva Esparta        | Venezuela | 1999 |
| Gyeonggi             | Hàn Quốc  | 2000 |